# Николаев, Илья Сергеевич
Илья Сергеевич Николаев (род. 20 января 1994, Саратов) — российский хоккеист, нападающий.

## Биография
Сын хоккеиста Сергея Николаева. Воспитанник саратовского хоккея, играл за юношеские команды клубов «Салават Юлаев» (2005—2006, 2008—2009), «Сибирь» (2007—2008), «Ак Барс» (2009—2010). В сезоне 2010/11 был в составе фарм-клуба «Ак Барса» «Барс» в МХЛ, но на площадку не выходил. На драфте юниоров КХЛ 2011 был выбран «Ак Барсом» под № 125. Сезон 2011/12 начал в клубе QMJHL «Бленвиль-Буабриан Армада», который выбрал его на импорт-драфте CHL 2011 под № 50. После 30 проведённых матчей вернулся в «Барс». В конце октября 2012 года перешёл в клуб КХЛ «Югра» Ханты-Мансийск, стал играть в МХЛ за фарм-клуб «Мамонты Югры». В конце февраля 2014 года дебютировал в КХЛ, проведя два матча. В сезоне 2014/15 провёл два матча в КХЛ и 17 — в МХЛ. В следующем сезоне сыграл пять матчей за «Югру» и 29 — за фарм-клуб «Рубин» Тюмень в ВХЛ. Перед началом сезона 2016/17 перешёл в систему московского «Спартака», но 2 сентября был обменян в хабаровский «Амур». Сыграл три матча в КХЛ и пять — в ВХЛ за «Сокол» Красноярск, а 1 ноября клуб расторг контракт. До конца года провёл четыре матча за «Рубин». 8 января 2017 подписал соглашение с клубом ВХЛ «Рязань». Играл в ВХЛ за клубы «Дизель» (2017/18), «Ижсталь» (2017/18 — 2018/19), «Лада» (2018/19). В конце сезона 2018/19 провёл в Белоруссии один матч за «Металлург» Жлобин и два — за «Локомотив» Орша. Перед началом сезона 2019/20 сообщалось, что Николаев будет играть за ЦСК ВВС, но в итоге он провёл три матча за «Рязань» и пять — за «Буран». В сезонах 2020/21 — 2021/22 играл за клуб чемпионата Турции «Зейтинбурну».